# Osteocephalus mutabor
Espèce
Statut de conservation UICN

 LC  : Préoccupation mineure
Osteocephalus mutabor est une espèce d'amphibiens de la famille des Hylidae.

## Répartition
Cette espèce se rencontre dans le bassin amazonien de l'Équateur à la région d'Ucayali au Pérou.

## Publication originale
- Jungfer & Hödl, 2002 : A new species of Osteocephalus from Ecuador and a redescription of O. leprieurii (Dumeril & Bibron, 1841) (Anura: Hylidae). Amphibia-Reptilia, vol. 23, no 1, p. 21-46.